# Jurançon (Weinbaugebiet)

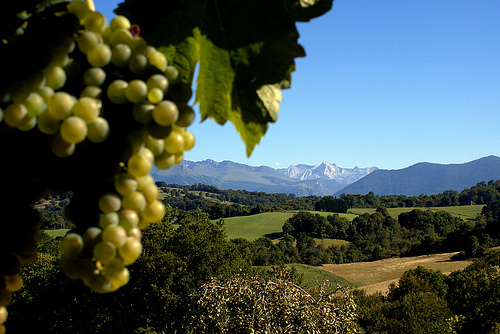
Das Weinbaugebiet Jurançon bei Lasseubetat

Das Weinbaugebiet Jurançon liegt in den Ausläufern der Pyrenäen im Südwesten der Weinbauregion Sud-Ouest in Frankreich. Die 1000 Hektar zugelassenen Rebflächen verteilen sich auf die Gemeinden Jurançon, Abos, Arbus, Artiguelouve, Aubertin, Bosdarros, Cardesse, Cuqueron, Estialesq, Gan, Gelos, Haut-de-Bosdarros, Lacommande, Lahourcade, Laroin, Lasseube, Lasseubetat, Lucq-de-Béarn, Mazères-Lezon, Monein, Narcastet, Parbayse, Rontignon, Saint-Faust und Uzos im Département Pyrénées-Atlantiques und liegen auf einer Höhe zwischen 250 m und 450 m. Seit dem 8. Dezember 1936 verfügt die Appellation über den Status einer Appellation d’Origine Contrôlée (kurz AOC) und ist zum Teil deckungsgleich mit der Herkunftsbezeichnung Béarn. Bei Einführung des Labels AOC war die Selektion streng, da von 3800 Hektar vorhandener Rebfläche nur 400 Hektar für die Appellation für gut befunden wurden.

## Geschichte
Wahrscheinlich wurde bereits vor 2000 Jahren in der Region mit dem Weinbau begonnen. Römische Mosaiken aus jener Zeit, die man in der näheren Umgebung des Gebiets fand, lassen zumindest diesen Schluss zu. Schriftlich wird das Gebiet jedoch erst 1117 unter dem Namen „juransoo“ erwähnt; dies im Übrigen 180 Jahre vor Gründung der Gemeinde Jurançon.
Ab dem Jahre 1382 befand sich die Provinz Béarn im Herrschaftsbereich der Könige von Navarra. Im 16. Jahrhundert wurden per Beschluss des Parlaments von Navarra die Rebflächen dieses Gebietes als besondere Weinberglagen (Crus) definiert. Gleichzeitig wurde auch verboten, ausländische Weine einzuführen. Man kann das als einen der ersten Versuche einer Klassifizierung beziehungsweise geschützten Herkunftsbezeichnung in Europa verstehen. Der Herzog von Vendôme, Anton von Bourbon benetzte bei der Taufe seines Sohnes, des späteren Königs Heinrich IV. (Frankreich), dessen Lippen mit Wein aus Jurançon und rieb sie mit einer Knoblauchzehe, um den Neugeborenen zu stärken. Die Taufpraxis, die den Namen baptême béarnais trägt, wurde später im französischen Königshaus beibehalten.
Der hervorragende Ruf des Weins sorgte während einigen Jahrhunderten für ein gutes Auskommen. Bei den Exporten als Fassware kam es jedoch immer wieder zu unerlaubten Fälschungen (Panschen, Verdünnen mit Wasser etc.), so dass die Einführung der Flaschenabfüllung den schwindenden Ruf des Weins wieder rasch aufbesserte. Ab 1860 wurde das Weinbaugebiet jedoch vom Mehltau und 1892 von der Reblaus heimgesucht. Dies in Kombination mit dem Ersten Weltkrieg besiegelte fast das Ende des Weinbaus in Jurançon. Erst die Anerkennung zur AOC verspricht den Winzern wieder ein gesichertes Einkommen, so dass sich das Gebiet seit 1936 wieder zu einem Qualitätswein-Lieferanten entwickelte.

## Rebsorten
Die trockenen und süßen Weißweine werden aus den Rebsorten Camaralet de Lasseube (maximal 15 %), Courbu, Gros Manseng und Lauzet (maximal 15 %) gekeltert. Seit einigen Jahren wird aber wieder verstärkt die qualitativ bessere Rebsorte Petit Manseng (für den süßen Wein) beigepflanzt. Es ist bereits jetzt absehbar, dass diese Sorte zur Leitrebe des Jurançon werden wird.
Seit 1975 ist es auch erlaubt, den Wein als Auslese zu deklarieren (franz. Vendange tardive). Diese Sonderstellung genießt das Gebiet alleine mit den Appellation Elsass und Gaillac in Frankreich.
Die Rebsorten Jurançon Noir und Jurançon Blanc werden in dieser Region nicht eingesetzt.

## Klima
Das Anbaugebiet ist circa 100 Kilometer vom Atlantischen Ozean und maximal 50 Kilometer von den Pyrenäen entfernt. Das Klima wird daher maßgeblich von den aus Westen oder Nordwesten kommenden atlantischen Tiefdruckgebieten beeinflusst. Die jährliche Niederschlagsmenge liegt bei 1120 mm, die jährliche Sonnenscheindauer bei für die südliche Lage mäßigen 1900 Stunden.
Die Durchschnittstemperatur liegt trotz der mäßig hohen Sonnenscheindauer bei milden 12,5–13 Grad Celsius. Erklärt wird dies durch den Treibhauseffekt einer häufig an den Pyrenäen aufgestauten Wolkendecke. Außerdem profitiert das Gebiet von warmen Fallwinden. Mikroklimatisch begünstigt sind dabei Hanglagen, da sich im Talgrund Kaltluft staut.